# Rio Nobile
Rio Nobile, auch Rio Ellbon, gebürtig Desiderio Letterio Ugo Nobile (* 12. Mai 1897 in Berlin; † Frühjahr 1961), war ein italienisch-deutscher Schauspieler.

## Leben
Der Kaufmannssohn Desiderio „Rio“ Nobile, Sohn italienischer Einwanderer und seit 1915, dem Jahr von Italiens Eintritt in den Krieg gegen Deutschland, deutscher Staatsbürger, erhielt nach seinem Realschulabschluss in München eine kaufmännische Ausbildung.
1919 ging Rio Nobile zum Film und spielte – zu Beginn unter dem Pseudonym Rio Ellbon – noch zu Stummfilmzeiten einige Neben- und gelegentliche Hauptrollen. Mit Anbruch der Tonfilmzeit wechselte er für zwei Jahre (1930–32) als Generalbevollmächtigter der Ansaldo-Werke nach Genua und war ab Jahresende 1932 im Filmvertrieb tätig. Dennoch trat Rio Nobile auch noch zu Tonfilmzeiten immer mal wieder vor die Kamera, vor allem in den Jahren 1934 bis 1936.
1937 übersiedelte er nach Italien, wirkte dort als Schauspieler und Rundfunksprecher bis zu seinem Tode, ab 1950 bis auf eine Ausnahme ohne Nennungen im Vor- oder Abspann. Dazu arbeitete er für viele Fotoromanzi.

## Filmografie
- 1919: Rächendes Gift
- 1919: Nerven
- 1921: Der rote Schatten
- 1922: Die Dame in Grau
- 1923: Das Wirtshaus im Spessart
- 1923: Zwischen Flammen und Bestien
- 1924: Rosenmontag
- 1924: Übers Meer gehetzt
- 1925: Bismarck, 1. Teil
- 1928: Wenn die Schwalben heimwärts ziehn
- 1928: Amor auf Ski
- 1932: Durchlaucht amüsiert sich
- 1934: Abenteuer eines jungen Herrn in Polen
- 1934: Der Dämon des Himalaya
- 1935: Barcarole
- 1935: Eine Seefahrt, die ist lustig
- 1935: Ein idealer Gatte
- 1936: Der Abenteurer von Paris
- 1936: Der Favorit der Kaiserin
- 1936: Das Schloß in Flandern
- 1936: Weiße Sklaven
- 1936: Fridericus
- 1937: Il signor Max
- 1937: Mutterlied
- 1939: Der singende Tor
- 1939: La casa lontana (italienische Fassung von Der singende Tor)
- 1940: Piccolo alpino
- 1940: Verschwörer (Marco Visconti)
- 1941: Divieto di sosta
- 1942: Sieben Jahre Glück
- 1942: La guardia del corpo
- 1949: Yvonne la Nuit
- 1950: Angelo und der Zufall (Angelo tra la folla)
- 1951: Andere Zeiten (Altri tempi)
- 1952: Die Königin von Saba (La regina di Saba)
- 1952: Männer ohne Tränen (La voce del silenzio)
- 1953: Ein Herz und eine Krone (Roman Holiday)
- 1953: Die Sieben vom Großen Bären (I sette dell’orsa maggiore)
- 1954: Begegnung in Rom (Una parigina a Roma)